# قره‌بلاغ (میانه)
قره‌بلاغ یکی از روستاهای استان آذربایجان شرقی است، که در دهستان کله‌بوز شرقی بخش مرکزی شهرستان میانه واقع شده‌است.